# راكان الدوسري
راكان مسفر الدوسري مواليد 27 يناير 2002 في السعودية، هو لاعب كرة قدم سعودي يلعب حالياً لنادي الوشم.

## مسيرة اللاعب
لعب في نادي الرائد ونادي الوشم.

## روابط خارجية
راكان الدوسري على موقع قاعدة بيانات كرة القدم.إي يو (الإنجليزية)
- راكان الدوسري على موقع Soccerway.com (الإنجليزية)